# Tomopterna damarensis
Tomopterna damarensis là một loài ếch thuộc họ Ranidae.
Đây là loài đặc hữu của Namibia.
Môi trường sống tự nhiên của chúng là xavan khô và đầm nước ngọt có nước theo mùa.